# Ectropis arizonensis
Ectropis arizonensis är en fjärilsart som beskrevs av Louis Beethoven Prout 1922. Ectropis arizonensis ingår i släktet Ectropis och familjen mätare. Inga underarter finns listade i Catalogue of Life.